# Bruce Johnston

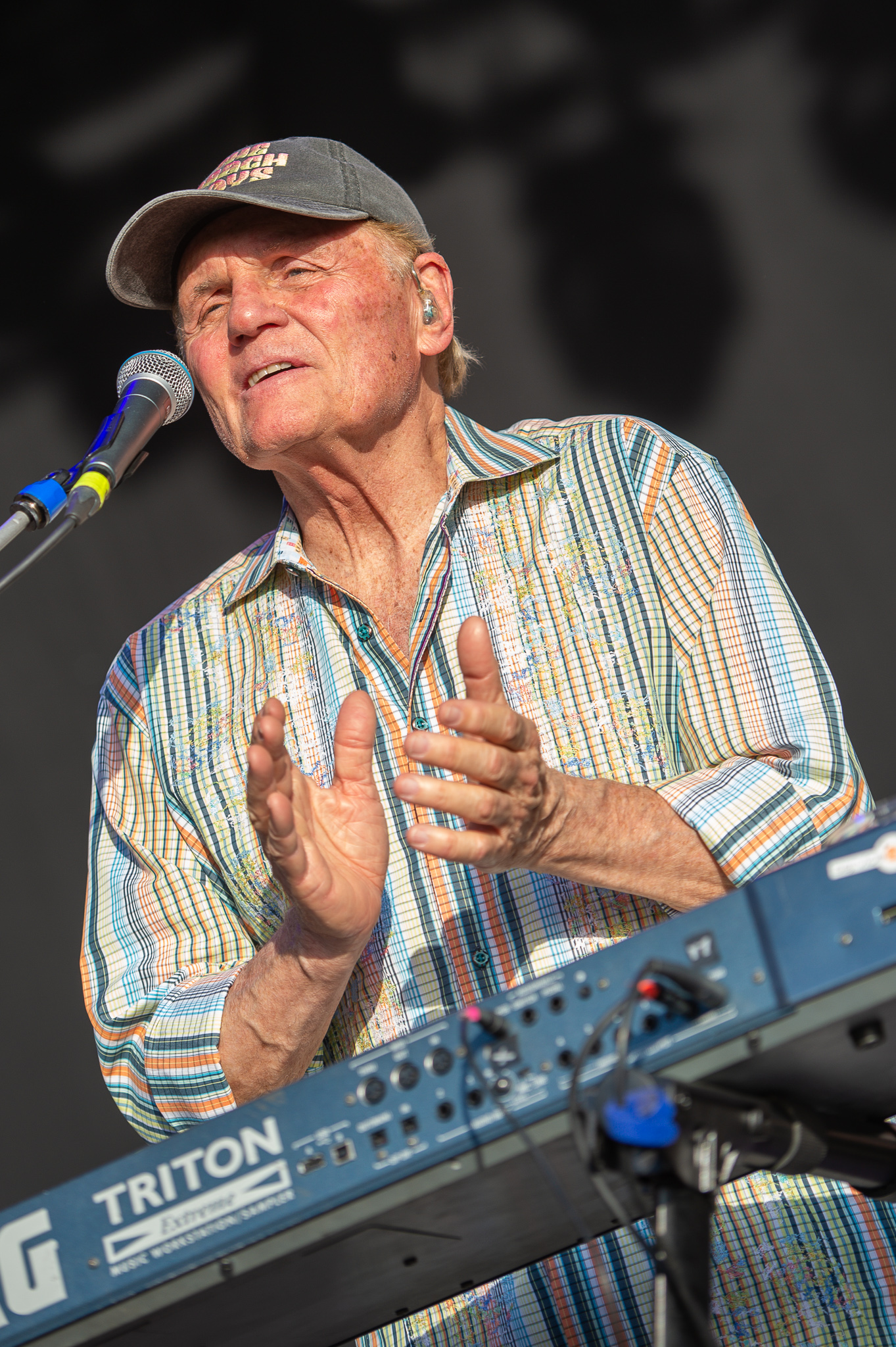
Johnston mit den Beach Boys, 2019

Bruce Johnston (* 27. Juni 1942 in Chicago, Illinois als Billy Baldwin) ist ein US-amerikanischer Musiker und Komponist, der vor allem durch seine Mitgliedschaft in der Band The Beach Boys bekannt wurde. Johnston war allerdings kein Gründungsmitglied der Beach Boys, sondern ersetzte ab April 1965 Brian Wilson bei Konzerttourneen, da dieser keine Live-Auftritte mehr spielen wollte.

## Leben
Der adoptierte Bruce Johnston wuchs in Beverly Hills, Kalifornien auf und spielte eine Vielzahl an Instrumenten, unter anderem Bass, Gitarre, Keyboard und Schlagzeug und sang dazu.

### Anfängliche Karriere
Johnston war zunächst Mitglied der Ritchie Valens Band. 1959 brachte er mit seinem Freund Terry Melcher die von ihm geschriebene Single Take This Pearl heraus. Danach begann er als Studiomusiker, Komponist und Produzent zu arbeiten, unter anderem für Sandy Nelson und Ron Holden. Den ersten kommerziellen Erfolg hatte Johnston 1961 mit der Band Little Caesar and the Romans, welche die von Johnston arrangierte Single Those Oldies but Goodies (Remind Me of You) auf Platz 9 der US-Billboard-Charts brachten. Im Jahr darauf veröffentlichte Johnston unter seinem Namen zwei Singles.
1963 veröffentlichte er zwei Soloalben und arbeitete erneut mit Terry Melcher zusammen. Zunächst veröffentlichten sie unter dem Namen Hot Doggers ein Album, vier Monate später nannten sie sich The Rip Chords und hatten mit Hey Little Cobra einen Charterfolg (Platz 4 der US-Billboard-Charts). Bis 1967 veröffentlichte er mit Terry Melcher – zumeist unter wechselnden Bandnamen – zahlreiche Alben und Singles. Johnston arbeitete an vielen weiteren Studioprojekten, meistens als Songwriter und Produzent.

### Eintritt bei den Beach Boys
1965 wurde Johnston ein Mitglied der Beach Boys. Anfangs war er nur an den Tourneen der Band beteiligt und arbeitete weiterhin als Sänger, Komponist und Produzent für andere Gruppen. Auf dem Lied California Girls war er schließlich auch das erste Mal im Studio vertreten. Auf God Only Knows singt er eine Stimme im ausklingenden Kanon. Ein Jahr darauf galt seine Aufmerksamkeit nur noch der Band. Auf dem Beach-Boys-Album 20/20 aus dem Jahr 1969 trat Johnston zum ersten Mal als Komponist und Produzent für die Beach Boys in Erscheinung.
1972 wurde er noch während eines Konzerts von den Beach Boys entlassen, nachdem er sich mit dem Band-Manager Jack Rieley gestritten hatte. Er war aber weiterhin zumeist als Background-Sänger auf den folgenden Alben vertreten.

### Karriere als Produzent und Songschreiber
Nach seinem Ausscheiden bei den Beach Boys begann er erneut als Komponist, Produzent und Studiomusiker zu arbeiten. Er arbeitete von 1972 bis 1979 unter anderem mit Cass Elliot, Roger McGuinn, America, Elton John, David Cassidy, Art Garfunkel, Pink Floyd, Captain & Tennille und Papa Doo Run Run. Mitte der 1970er Jahre nahm er mit seinem früheren Weggefährten Terry Melcher ein Album auf. 1977 gelang ihm sein größter Erfolg als Songwriter mit dem Titel I Write the Songs, den er für Barry Manilow schrieb. Das Lied wurde ein Nummer-eins-Hit und Johnston erhielt dafür den Grammy für die Single des Jahres. Im selben Jahr veröffentlichte er das Soloalbum Goin’ Public, das sich allerdings nur mäßig verkaufte. Die ausgekoppelte Single Pipeline erreichte Platz 33 der britischen Hitparade. Dies blieb Johnstons einzige Chartnotierung.

### Rückkehr zu den Beach Boys

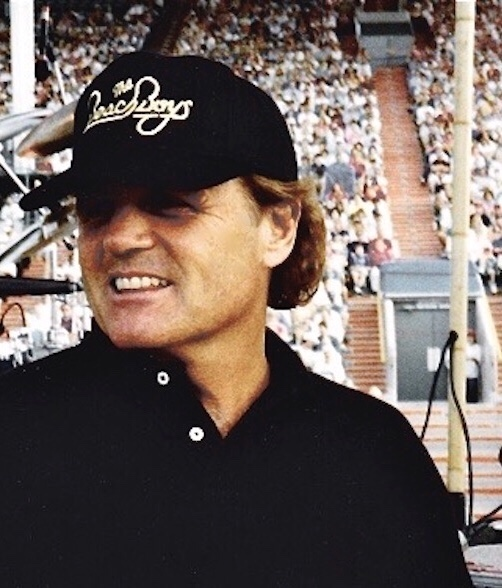
Bruce Johnston, 1995

Nach dem Gewinn des Grammys war Johnston für die Beach Boys wieder interessant geworden, weswegen er 1979 das Angebot erhielt, ihr nächstes Album zu produzieren (L.A. (Light Album)). Im Jahr darauf produzierte er für die Band das Album Keepin’ the Summer Alive, dieses Mal allerdings als vollwertiges Beach-Boys-Mitglied. Beide Alben verkauften sich sehr schlecht, woraufhin Johnston künftig nicht mehr als Produzent tätig wurde. Bruce Johnston tourt heute mit Mike Love unter dem Namen The Beach Boys.
Am 5. September 2011 erschien das von Johnston produzierte Comeback-Album von Doris Day.

## Auszeichnungen
2000 erhielt Johnston mit den noch lebenden Beach Boys Brian Wilson, Alan Jardine und Mike Love einen Grammy für das Lebenswerk.

## Diskografie

### Soloalben
- Surfers’ Pyjama Party (1963)
- Surfin’ Round the World (1963) (Instrumental)
- Surfin’ USA (1963) als Hot Doggers (mit Terry Melcher)
- Rev-UP mit Vettes (1964)
- Hey Little Cobra and other Hot Rod Hits als Rip Chords (1964) (US-Charts #56)
- Three Window Coupe als Rip Chords (1964)
- Goin’ Public (1977)

### Mehr (Auszug)
- Graham Bonney – Thank You Baby (Songwriter, Produzent, 1967)
- Roger McGuinn – Roger McGuinn (Klavier, Backing Vocals, 1973)
- Terry Melcher – Terry Melcher (Produzent, Backing Vocals, Songwriter 1974)
- Elton John – Don’t Let the Sun Go Down on Me (Backing Vocals, 1974)
- Bill House – Give Me a Break (Produzent, Backing Vocals, Gesangs-Arrangeur, 1974)
- Terry and Bruce – Take It to Mexico (Producer, 1975)
- Barry Mann – Survivor (Produzent, 1975)
- David Cassidy – The Higher They Climb, the Harder They Fall (Produzent, Gesang, Klavier, Arrangeur, 1975)
- Art Garfunkel – Breakaway (Klavier, Backing Vocals, 1975)
- David Cassidy – Home Is Where the Heart Is (Produzent, Arrangeur, Backing Vocals, 1976)
- David Cassidy – Breaking down (Producer, 1976)
- Elton John – Blue Moves (Backing Vocals, 1976)
- Terry Melcher – Royal Flush (Produzent, Backing Vocals, 1976)
- Jack Jones – The Full life (Produzent, Arrangeur, Gesang, Klavier, 1977)
- Dennis Wilson – Pacific Ozean Blue (Backing Vocals, 1977)
- Sailor – Checkpoint (Produzent, 1977)
- Eric Carmen – Boats Against the Current (Backing Vocals, 1977)
- Captain & Tenille (Backing Vocals, 1978)
- Pink Floyd – The Wall (Backing Vocals, 1979)
- Elton John – Dear God (Backing Vocals, Arrangeur, 1980)
- The Tremblers – Twice Nights (Executive Producer, 1980)